# Leonard P. Zakim

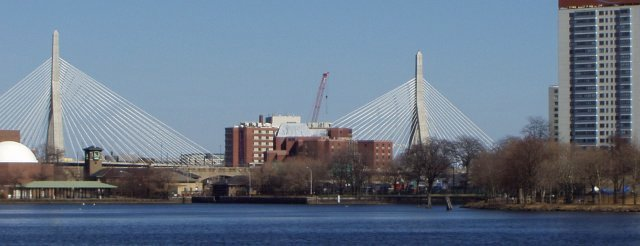
Cầu Leonard P. Zakim Bunker Hill được đặt tên vinh danh Leonard Paul "Lenny" Zakim.

Leonard Paul "Lenny" Zakim (17 tháng 11 năm 1953 - 2 tháng 12 năm 1999) là một nhà lãnh đạo tôn giáo và dân quyền người Mỹ gốc Do Thái ở Boston. Zakim qua đời năm 1999 sau cuộc chiến kéo dài năm năm với căn bệnh ung thư tủy xương. Cầu Leonard P. Zakim Bunker Hill được đặt tên vinh danh ông.

## Thời trẻ và học vấn
Zakim được sinh ra tại Clifton, New Jersey và bắt đầu quan tâm đến các quyền dân sự và hoạt động sau khi anh gặp chống chủ nghĩa ngữ nghĩa khi còn là một cậu bé. Ông đã lấy bằng cử nhân từ Đại học American ở Washington, DC và bằng tiến sĩ luật từ Trường luật New England vào năm 1978. Ông định cư ở khu vực Boston sau khi học luật và sống ở đó cho đến cuối đời. Năm 1978, ông làm giám đốc lĩnh vực phía đông nam Massachusetts cho chiến dịch tái tranh cử của Thống đốc Massachusetts Michael Dukakis. Trả 50 đô la một tuần để thực hiện chiến dịch cuối cùng không thành công, tuy nhiên kinh nghiệm này đã tạo thành nền tảng cho sự tham gia chính trị sau này của ông. "Chiến dịch này là sự khởi đầu của một hiệp hội với Dukakis và vợ của ông, Kitty, đưa Zakim đến cấp độ hoạch định chính sách của Đảng Dân chủ, một lập trường mà ông giữ lại sau khi sự nghiệp chính trị của Dukakis mờ dần, Boston Globe đã viết trong cáo phó của nó về Zakim.
Năm 1979, ông được Liên đoàn chống phỉ báng (ADL) thuê làm giám đốc dân quyền New England và năm 1984, ông được bổ nhiệm làm giám đốc New England cho tổ chức.
Ông và vợ Joyce có ba đứa con - Josh, Deena và Shari.